# Brandkrossa þáttr
Brandkrossa þáttr es una historia corta islandesa (þáttr) que se considera una precuela de la saga Droplaugarsona. El relato ofrece más detalles sobre los orígenes de los héroes de la saga, Helgi Droplaugarson y su hermano Grímr.